# 法比奥·特里博利
法比奥·特里博利（義大利語：Fabio Triboli，1966年5月16日—），意大利男子自行车运动员。他曾代表意大利参加2004年和2008年夏季残疾人奥林匹克运动会自行车比赛，获得一枚金牌、一枚银牌和三枚铜牌。